# Ľudovítová
Ľudovítová es un municipio del distrito de Nitra en la región de Nitra, Eslovaquia, con una población estimada a final del año 2024 de 233 habitantes.
Se encuentra ubicado en el centro-oeste de la región, en el valle del río Nitra (cuenca hidrográfica del Danubio) y cerca de la frontera con la región de Trnava.

## Demografía
| Año        | 1994 | 2004     | 2014    | 2024    |
| ---------- | ---- | -------- | ------- | ------- |
| Población  | 216  | 258      | 251     | 233     |
| Diferencia |      | +19,44 % | −2,71 % | −7,17 % |

| Año        | 2023 | 2024    |
| ---------- | ---- | ------- |
| Población  | 236  | 233     |
| Diferencia |      | −1,27 % |